# Norsk Kunstnerleksikon

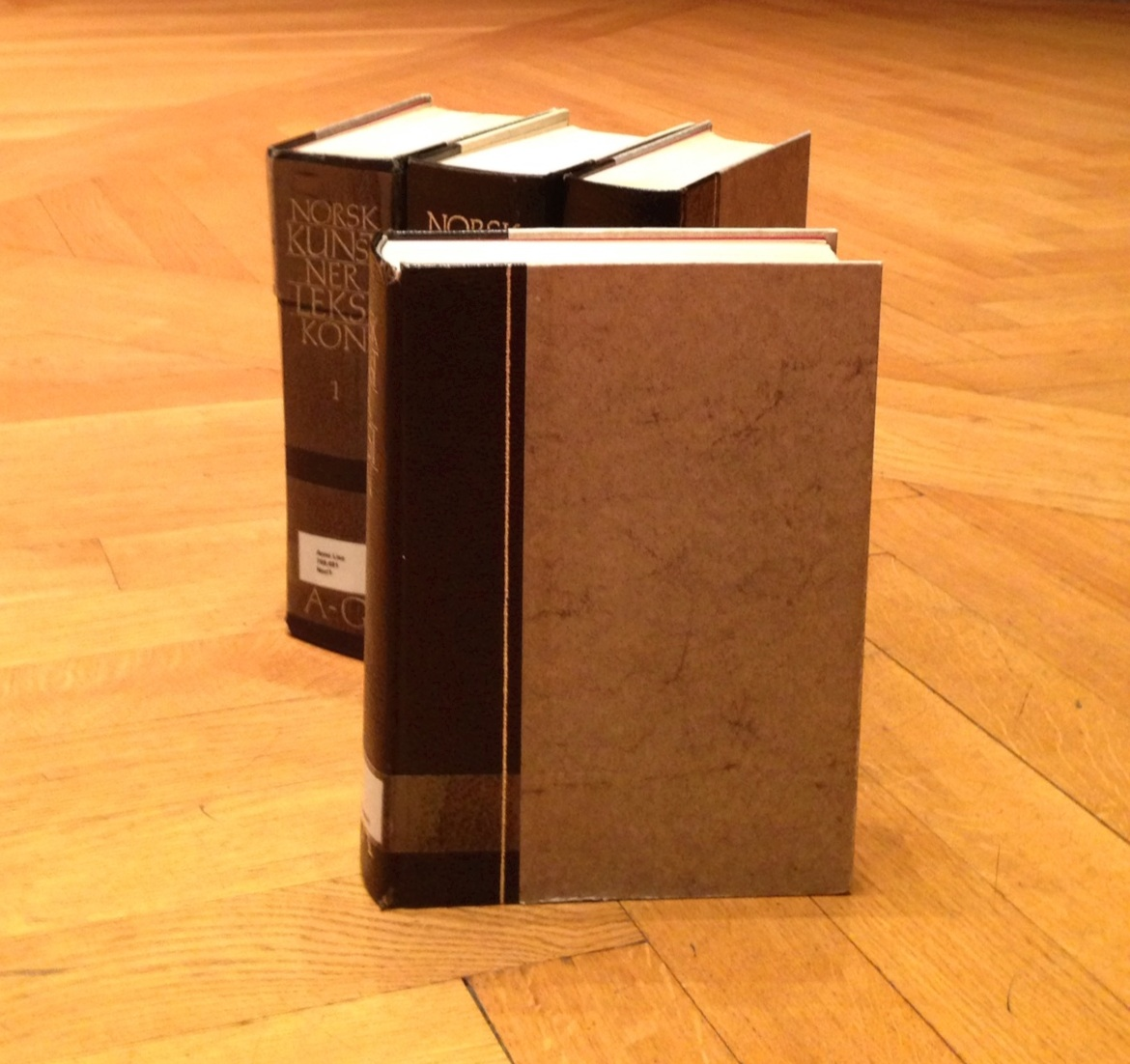
Abbildung der vier Bände der Printausgabe des Norsk kunstnerleksikon.

Norsk kunstnerleksikon (norwegisch Norwegisches Künstlerlexikon) ist ein wissenschaftliches Lexikon über bildende Künstler, Architekten und Kunsthandwerker und dergleichen in Norwegen.

## Geschichte und Beschreibung
Die Enzyklopädie wurde von 1950 bis 1999 vom norwegischen Universitetsforlaget (Universitätsverlag) als Buchausgabe veröffentlicht. Der Universitetsforlaget ist ein norwegischer Verlag, der wissenschaftliche und akademische Fachliteratur in Form von Büchern und Zeitschriften veröffentlicht. Die redaktionelle Verantwortung für das Norsk Kunstnerleksikon hatte das Nationalmuseum Oslo (Nasjonalgalleriet) unter der Mitwirkung der nationalen Denkmalschutzbehörde Riksantikvaren. Das komplette Werk wurde in einer Printausgabe mit insgesamt vier Bänden herausgegeben. Der Band I erschien im Jahr 1982 sowie Band II 1983; die Bände III und IV wurden 1986 publiziert. Die Rechte und die Lizenzen des Werkes sind im Besitz der Nasjonalgalleriet (Norwegische Nationalgalerie des Nationalmuseum Oslo), und die digitalisierten Ausgaben von Band I und Band II stehen unter dem Dach der Foreningen Store norske leksikon (Verein des großen norwegischen Lexikons). 2013 wurde dieser Verband zuerst in Store norske leksikon A/S und anschließend in Norsk nettleksikon (Norwegisches Netzlexikon) umbenannt. 2014 wurde die Gesellschaft in einen gemeinnützigen Verein mit der jetzigen Bezeichnung Foreningen Store norske leksikon umgewandelt. Unter dem Dach des Vereins werden außer dem Norsk kunstnerleksikon auch das Store norske leksikon, Norsk biografisk leksikon und das Store medisinske leksikon gemeinsam geführt.

## Inhalt
Das Ziel der Publikation des Künstlerlexikons ist es, alle wichtigen Informationen über norwegische Künstler von der Zeit der Reformation bis heute in einer umfassenden Enzyklopädie zu veröffentlichen. Das Lexikon umfasst Biografien zu bekannten norwegischen Malern, Zeichnern, Kunstschmieden, Bildhauern, Schnitzern, Grafikern und Illustratoren, Textilkünstlern, Volkskünstlern, und auch viele andere Persönlichkeiten und Schaffende aus dem Bereich der Kunst und Kultur sind vertreten. Ein sehr großer Teil des Lexikons widmet sich hauptsächlich den Biografien von norwegischen Bildhauern, Juwelieren, Architekten, Handwerkern, Textilhandwerkern und verschiedenen Landschafts-, Außen- und Innenarchitekten sowie Designern.

## Architekten
Die Enzyklopädie bietet eine umfassende Übersicht über alle wichtigen norwegischen Architekten. Die norwegische Denkmalschutzbehörde Riksantikvaren ist dabei für die Erfassung dieser Künstler, insbesondere für den Zeitraum bis um 1940, maßgeblich tätig geworden. Für diesen Teil des Lexikons ist deshalb die Riksantikvaren-Behörde verantwortlich. Des Weiteren ist es die Aufgabe, alle Daten dazu erfassen und abzugleichen, wer z. B. um etwa 1850 bis zum Zweiten Weltkrieg als Architekt in Norwegen arbeitete und wie er spezialisiert war. Für Architekten, die erst nach 1940 aktiv waren, übernimmt das Nasjonalmuseet for kunst, arkitektur og design (Nationalmuseum für Kunst, Architektur und Design) die Verantwortung. Es werden mit Unterstützung der NAL-Bibliothek der Norske arkitekters landsforbund (Bibliothek der Norwegischen Architekten-Kammer) alle Daten erfasst und gesammelt sowie anschließend entsprechende Artikel geschrieben. Ein dazu ernanntes Komitee aus dem Vorstand des norwegischen Architekturmuseums ist verantwortlich für die Beratung und für die nach strengen Kriterien vorgenommene begrenzte Auswahl der wichtigsten, bekanntesten und aktivsten norwegischen Architekten sowie von Persönlichkeiten der Baugeschichte Norwegens, die in dieser Enzyklopädie aufgenommen werden sollen.

## Digitalisierung
Seit Beginn der 1990er Jahre wurde versucht, den Inhalt des norwegischen Künstlerlexikons in SGML-standardisierte Formate zu übertragen. Dabei wurde vorausschauend eine zukünftige mögliche allgemeine digitale Zugänglichkeit beachtet. Diese Arbeiten sind derzeit noch nicht abgeschlossen. 2007 begann das Norwegische Nationalmuseum für Kunst, Architektur und Design in Oslo alle vorhandenen Materialien in einem dazu geschaffenen Projekt für das Künstlerlexikon in einer Online-Version zu veröffentlichen. Die norwegische Regierungsbehörde ABM-utvikling (Statens samordnings- og utviklingsorgan for arkiv, bibliotek og museum – Staatliche Koordinierung und Erfassungsstelle für Archive, Bibliotheken und Museen), die später mit dem Norsk kulturråd (Norwegischer Kulturrat) zusammengeführt wurde, kam dazu und tritt als weiterer fester Partner in dem Projekt auf. Das Nationalmuseum ist derzeit weiterhin hauptsächlich bei der Vorbereitung, der Datenerfassung und bei dem Zusammenstellen der Inhalte beteiligt, bevor diese, nach fachlicher Prüfung, online publiziert werden dürfen. Die Online-Veröffentlichungen begannen im Oktober 2013 auf der Web-Plattform des Verbandes Store norske leksikon AS mit dem Band 1 und 2 (A-M). 2012 wurde begonnen, die Buchausgaben des Norsk Kunstnerleksikon zu scannen und anschließend für die Allgemeinheit digital frei zur Verfügung zu stellen. Die systematische Digitalisierung der Sammlungen wird derzeit durch die Nasjonalbiblioteket durchgeführt und unterstützt. Die Bücher werden dort zuerst als Bilddateien gescannt und anschließend die Texte digitalisiert und veröffentlicht. Der Text kann dann auch durch interne Suchmaschinen auf der Website der norwegischen Nationalbibliothek weiter durchsucht werden.

## Bände
- Band 1, 1982, ISBN 82-00-05689-9
- Band 2, 1983, ISBN 82-00-06535-9
- Band 3, 1986, ISBN 82-00-06810-2
- Band 4, 1986, ISBN 82-00-18323-8